# 拉瓦·安提诺机场
拉瓦·安提诺机场 ICAO代码：是苏里南西帕里维尼区安提诺的一个简易机场。2008年4月3日，一架苏里南蓝翼航空自帕拉马里博来的安-28飞机坠毁在机场附近，此前该飞机每周一至周六均有航班往返于安提诺与帕拉马里博。

## 航空公司及航线
- 苏里南蓝翼航空 (帕拉马里博)
- 加勒比共同体航空 (帕拉马里博)
- Gum air (帕拉马里博)